# هيرمان سلاتر
هيرمان سلاتر (بالإنجليزية: Herman Slater)‏ هو محرر أمريكي، ولد في 1935 في نيويورك في الولايات المتحدة، وتوفي في 9 يوليو 1992.

## وصلات خارجية
- الموقع الرسمي